# 霍爾莫夫斯科耶湖
61°30′29″N 41°36′31″E / 61.50806°N 41.60861°E
霍爾莫夫斯科耶湖（俄语：Холмовское озеро）是俄羅斯的湖泊，位於該國西北部，由阿爾漢格爾斯克州負責管轄，處於韋利斯克區西南部，面積1.1平方公里，集水區面積401平方公里。